# ラーメンガール
『ラーメンガール』（英: The Ramen Girl）は、2008年のロマンティック・コメディ映画。

## 製作
ほぼ全編日本ロケで制作されている。ハリウッド映画では、純粋な日本人という設定の登場人物を，韓国系や中国系の俳優が演じる事が多い（逆もまたある）が、本作は作中の日本人キャストは全て日本人俳優、しかも一流どころの俳優陣で固められている。さらに在日朝鮮人の設定のキャストであるトシを、実際に在日朝鮮人のパクが演じるなど、そのキャスティングは徹底している。
頑固親父役を西田敏行が演じることは、過去にテレビドラマ『西遊記』を通じて西田と交流のあった奈良橋陽子が西田を海外進出させたいという願いから実現した。また、スタッフの98％が日本人（監督以外はほぼ日本人）で、ハリウッド映画の現場とは到底思えない状態だったという。
伊丹十三監督によるラーメン映画の『タンポポ』をオマージュして終盤登場する「ラーメンの達人」は、タンポポで主役を演じた山﨑努がキャストされている。
全編を通じて日本人キャストは日本語で、アメリカ人キャストは英語で演技している。さらに日本人キャストが英語、アメリカ人キャストが日本語を話すシーンも、演じる俳優の素のままでカタコトで話し、真実味を出している。日本語と英語双方を話せる設定のキャストは、実際に話せる俳優が演じている。アビーと前住の怒鳴り合いはほとんどが西田のアドリブ。当初はアッカーマン監督がアドリブでの日本語の意味をいちいち確認して議論することもあったそうだが、西田がそうした役者だと理解してやめたという。
外国人には到底理解しがたい日本人の食文化に対する異常なまでのこだわりや真摯な姿勢、便所掃除にさえ手を抜かない接客意識、たかがラーメンを「ラーメン道」にまで昇華させた情熱、伝統的な衛生観念などが、脚本に盛り込まれている。
この映画でヒロインを務めたアビー役のブリタニー・マーフィは本作公開翌年の2009年12月20日に32歳で死去した。

## あらすじ
恋人のイーサンを追って来日したアビーは東京の法律事務所で翻訳の仕事をするOL。だが、束縛を嫌うイーサンはそんな彼女を鬱陶しいと思い関西方面での仕事にかこつけ、彼女の元を離れてしまう。アビーはイーサンに電話をかけ続けるが、留守番電話で全く相手にして貰えない。職場に自分の居場所も見つけることが出来ないアビーは精神的に追い詰められていく。そんな折、アビーは自宅近くに古い佇まいの小さなラーメン店を見つける。
ある雨の夜、孤独に耐えかねたアビーは閉店直後の店を訪れる。店主の前住は露骨に追い出そうとするが、あいにく言葉が通じず、濡れ鼠となったアビーの姿を哀れに思い一杯のラーメンを差し出す。前住は金を取らず、かわりにビニール傘を差しだした。
後日、傘を返すために多くの客でごった返す営業中の店を訪れたアビーは再び前住の作るラーメンを食べる。その味は落ち込んでいることを忘れ、疲れていることも忘れ、思わず笑いがこみ上げてしまうほどの奇跡の美味しさだった。接客をするおかみさんの足首に包帯を見つけたアビーは自らお手伝いを志願する。
アメリカにいる両親から帰国を促されるアビーだが、イーサンを諦めきれず日本に留まりたいと願う。そんな彼女の出した結論は「日本でラーメン作りの修行をする」ことだった。
閉店後、弟子となることを志願するアビーだったが前住は露骨に嫌な顔をして取り合おうとしない。だが、アビーのしつこさに根負けした前住は翌日早朝に出直すよう命じる。翌日、アビーは寝ている前住夫婦を叩き起こす。前住はアビーに食器洗いを命じるが、汚れが残るいい加減な仕事しか出来ない。続いて便所掃除を命じられるが、アビーはなぜこんなことをしなければならないと嫌な顔をする。たまりかねた前住に店を叩き出されたアビーは意地も手伝ってなんとか食い下がる。
朝は掃除、夜は接客と激務が続き、閉店後は疲れ果て店の片隅で寝てしまうアビー。だが日本人の清潔観念を理解出来ず、仕事の最中に携帯電話を取りだしてはイーサンに電話。いい加減な態度と仕事ぶりのアビーと、過酷で理不尽な要求と怒号をくり返す前住。遂にキレたアビーは前住と大喧嘩する。だが、アビーが自宅に戻って目にしたものはゴミだらけの汚ならしい自分の部屋だった。「根気がなく仕事が長続きしない」、「自分の部屋の掃除も出来ない」。自分が日本に留まる意味を考えて猛反省したアビーは前住に謝罪し、つたない日本語で「あなたの弟子になりたい」と願い出る。すると前住はアビーの携帯電話を取り上げその場で叩き壊した。その日からアビーの本格的なラーメン修行がはじまった。
アビーは常連客とも顔なじみとなり、おかみさんからは真面目な仕事ぶりを認められ、こっそりと給料を渡される。そんな折、チャーリー、グレッチェンと食事を楽しんでいたアビーたちはアビーのラーメン修行話をきっかけにして、たまたま席が隣り合わせた日本人サラリーマンの三人組と意気投合。アビーは英語が堪能なトシと知り合う。街にクリスマスが近付いたある日、グレッチェンがアビーのアパートに転がり込む。彼女は騙され、パトロンから売春させられていた。荷物持ちとしてグレッチェンに付き添っていたトシと再会したアビーは語り明かすうちに意気投合し、横浜のラーメン博物館でデートをすることになる。
一杯のラーメンに宇宙を語ろうとする前住。女性ならではの視点でクリスマスの飾り付けやコーンで彩りを加えることを提案するアビー。だが二人の主張はかみ合わず衝突が続く。アビーはクリスマスの夜、閉店後に店の裏手で息子の写真を見ながら涙を流す前住を目にしてしまう。
前住には人気チェーン店を経営する兄弟弟子でライバルの宇田川がいた。朝の市場でアビーを目にした宇田川は彼女が前住の弟子だと知り、「あの馬鹿、完全に頭がイカれた」と嘲笑。その会話を耳にした前住は売り言葉に買い言葉の果てに、店の権利をかけて宇田川の息子とアビーのどちらが師匠に認められるかの勝負に応じてしまう。
トシと横浜でデートしたアビーは彼が在日朝鮮人三世で子供の頃に日本になじめず、逃げだそうとした過去を聞かされる。その後、トシとアビーの交際は順調に進むのだが、トシは突然の転勤で上海に行くことになってしまう。上司の命令には黙って従う“日本流”を貫こうとするトシ。気に入らない仕事は辞める“アメリカ流”を求めるアビー。トシはアビーに一緒に来て欲しいと願い出るが、修行が本格化しているアビーは断り、二人は辛い別れをする。
修行開始から一年になろうというのに肝心なことが伝わらない前住とアビー。一生懸命に作ったスープを味見することもなく捨てられたアビーはカッとなり、前住が密かに泣いていたことを詰ってしまう。そのことにおかみさんからも呆れられたアビーは「言葉の壁」以上に通じ合わない「心の壁」を感じとる。
材料も作り方も申し分ないのになにかが決定的に足りない。アビーと宇田川の息子の勝負の日は目前に迫っていた･･･

## 登場人物とキャスト
アビー
演 - ブリタニー・マーフィ
恋人を追って来日したアメリカ女性。大学卒業後、職を転々としている。裕福な家庭に育ち自己中心的かつ頭でっかちで我が強い。熱意はあるが根気がなく、生活もルーズ。前住の作る一杯のラーメンに魅了され、不純な動機も手伝ってラーメン修行を開始する。だが、そのことがきっかけとなって自分自身を見つめ直すようになり、日本の文化や人の心に惹かれていく。だが、日本語はほとんど上達せず辞書に頼ってばかり。師匠の前住と同様に“自分流”にこだわる頑固者。
マエズミ（前住富夫）
演 - 西田敏行
東京で小さなラーメン店を切り盛りする職人気質の頑固親父でアビーの「先生」。傍若無人で口が悪く手も早く酒浸り。だが、ラーメンにかける情熱はストイックでお客をもてなそうとする姿勢も謙虚で、ラーメン一杯に宇宙を語る求道者。一人息子が店の跡継ぎにならずフランス料理のシェフになったことに密かに心を痛め、寂しさを抱えている。
おかみさん（前住礼子）
演 - 余貴美子
一緒に店を切り盛りする前住の妻。心優しいアビーの良き理解者。言葉が通じ合わないアビーと前住が衝突をくり返すことを半ば呆れながら見守っている。
トシ・イワモト
演 - パク・ソヒ
朝鮮籍のサラリーマン。ロサンゼルスに留学経験があり、日本語訛りが強いが英語も堪能。昔は仲間たちとミュージシャンになる夢を持っていたが、今は職場で書類仕事を淡々とこなす毎日を送っている。礼儀正しく紳士的。アビーがラーメン修行をしていると知って好奇心を抱くが、やがてその情熱を理解するようになり、異文化の中で懸命に頑張るアビーに自分が在日朝鮮人三世であると告白する。アビーと結ばれるが上海への転勤で別れる。
グレッチェン
演 - タミー・ブランチャード
イーサンの紹介で知り合ったアビーの女友達。アメリカ人。日本でホステスの仕事をしている。刺激的な生活を求めて来日したが日本語には疎く、そのこともあってチャーリーからも馬鹿にされて娼婦扱いされていることに気づいていない。殴られたり、パトロンから客をとらされるなど散々な生活を送っていたが、たまりかねてアビーのアパートに転がり込んだ。ラーメン修行をしているアビーを「たかがヌードルに」と呆れている。
イーサン
演 - ガブリエル・マン
アビーの恋人。相談と言いつつも強引に来日したアビーを疎ましく思い、仕事にかこつけて逃げ出す。
チャーリー
演 - ダニエル・エヴァンス
イーサンの友人。日本語が堪能な遊び人でポン引きまがいのことをしている。
みどり
演 - 岡本麗
前住のラーメン店の常連客の一人。最初は好奇心からアビーを応援していたがやがて良き理解者となって応援するようになる。夫婦生活には不満を感じている。
めぐみ
演 - 石井トミコ
みどりと行動を共にする常連客の一人。前住の作るラーメンを認めてはいるものの、頑固で傍若無人な態度に折角の弟子が音を上げて逃げ出すのが多いことに呆れている。
はるみ
演 - 前田健
前住のラーメン店の常連客の一人。建設作業員の独身中年男。アビーに一目惚れしてクリスマスに花を贈るなどしているがイマイチ報われていない。
宇田川
演 - 石橋蓮司
前住の兄弟弟子でライバル。人気チェーン店のオーナー。先に師匠に認められて独立した前住に嫉妬している。ギャングのようなファッションを好む。
ラーメンの達人
演 - 山﨑努
前住、宇田川の師匠。高齢により体が弱っている。

## スタッフ
- 製作：Media 8 Entertainment
- 製作協力：デジタルサイト、レイ、ユナイテッド・パフォーマーズ・スタジオ
- ラーメン監修：中村栄利
- 美術：今村力、岡村匡一
- 照明：大久保武志
- スクリプター：新玉和子
- チーフ助監督：Ed Licht、井上隆
- 刺青：霞涼二
- アクションコーディネーター：諸鍛冶裕太
- キャスティング：ビクトリア・トーマス、奈良橋陽子
- キャスティングコーディネーター：室岡信明
- VFX：NTTメディアラボ
- MA：Monkeyland Audio、アオイスタジオ
- 車輌：スーパードライバーズ
- ラボ：東映ラボ・テック、Ascent Media
- スタジオ：東映東京撮影所
- co.製作総指揮：分部至郎
- co.プロデューサー：桜井勉、吉野美玲
- ラインプロデューサー：片岡公生
- プロダクションマネージャー：石田基紀
- 挿入歌：杉良太郎「俺のうた」、伍代夏子「霞草」、山口瑠美「望郷三味線」、北島三郎「北の漁場」
- ロケ協力：東京ロケーションボックス、横浜フィルムコミッション、フィルムコミッション足柄、新横浜ラーメン博物館、築地市場、横浜市交通局　ほか